# ملادن إيفانشيتش
ملادن إيفانشيتش هو لاعب كرة قدم كرواتي في مركز قلب الدفاع، ولد في 8 فبراير 1970 في رييكا في كرواتيا. لعب مع أوستريا فيينا ونادي رييكا.

## وصلات خارجية
- ملادن إيفانشيتش على موقع قاعدة بيانات كرة القدم.إي يو (الإنجليزية)
- ملادن إيفانشيتش على موقع عالم كرة القدم.نت (الإنجليزية)